# XS
XS — український жіночий поп-гурт з Києва.

## Історія створення
Гурт XS створено на початку 2004 року продюсерською групою Music Motors за допомогою кастингу. Кожна з дівчат пройшла власний шлях до XS: Олену привів на кастинг друг, Ганну порекомендувало модельне агентство, Наталія — переможниця конкурсу «Королева України» 2003 року.
XS розшифровується як «X-Solution», тобто «X-рішення». XS позиціонується як перший у світі «караоке-гурт». Наприклад, усі їхні кліпи йдуть з текстовим супроводом, і глядачі можуть підспівувати, навіть якщо вперше чують слова пісні. Концертні виступи гурту також супроводжуються караоке-текстами, які виводяться на великі екрани.

## Новий склад гурту
2007 року змінився склад гурту. Новими учасницями стали:
- Ганна Бура — залишилася з попереднього складу;
- Валерія Аморалова — працювала DJ в проекті Потапа і Насті Каменських;
- Євгенія Козерук перемогла у кастингу.

У 2012 році гурт ще раз оновився. До нового складу увійшли:
- Вероніка Вахабова;
- Ксенія Войс;
- Марина Шако;

## Співпраця з іншими відомими людьми шоу-бізнесу
З проектом працюють такі відомі професіонали як Алан Бадоєв, Руслан Квінта, Діанна Гольде, Олег Грінченко та Віктор Куровський.

## Дискографія
- Сучки Подружки (2007)
- Дефлорация (2008)
- Песни высшей пробы (2010)